# Lawrence Makoare
Lawrence Makoare (Bastion Point, 20 marzo 1968) è un attore neozelandese di origine Maori, conosciuto per i ruoli interpretati, sotto pesante trucco, nei film relativi a Il Signore degli Anelli, nonché nel telefilm Xena - Principessa guerriera, in cui si mostra "dal vivo", dando sfogo alla sua vis comica, in cui interpreta vari antagonisti della sua compatriota Lucy Lawless, usando il suo fisico imponente in contrasto con la buffa goffaggine dei suoi personaggi.

## Biografia
Ne La Compagnia dell'Anello ha interpretato Lurtz, il capo degli Uruk-hai, e ne Il ritorno del re ha interpretato il Re stregone di Angmar e Gothmog. Nella trilogia prequel ha interpretato Bolg nel secondo capitolo, Lo Hobbit - La desolazione di Smaug. Nel 2002 ha interpretato Mr. Kil nel film della serie di James Bond La morte può attendere, mentre nel 2014 è protagonista dell'incredibile ruolo del guerriero nella terra Maori di The Dead Lands - La vendetta del guerriero.

## Filmografia
- Rapa Nui, regia di Kevin Reynolds (1994)
- Once Were Warriors 2 - Cinque anni dopo (What Becomes of the Hearted?), regia di Ian Mune (1999)
- Greenstone (1999) - serie TV
- The Price of Milk (2000)
- The Feathers of Peace (2000) - documentario
- Crooked Earth, regia di Sam Pillsbury (2001)
- Il Signore degli Anelli - La Compagnia dell'Anello (The Lord of the Rings: The Fellowship of the Ring), regia di Peter Jackson (2001)
- The Māori Merchant of Venice, regia di Don Selwyn (2002)
- La morte può attendere (Die Another Day), regia di Lee Tamahori (2002)
- Il Signore degli Anelli - Il ritorno del re (The Lord of the Rings: The Return of the King), regia di Peter Jackson (2003)
- Lo Hobbit - La desolazione di Smaug (The Hobbit: The desolation of Smaug), regia di Peter Jackson (2013)
- The Dead Lands - La vendetta del guerriero (The Dead Lands), regia di Toa Fraser (2014)
- Marco Polo (2014) - serie TV

## Doppiatori italiani
Nelle versioni in italiano dei suoi film, Makoare è stato doppiato da: 
- Paolo Buglioni in Il Signore degli Anelli - Il ritorno del re (Re stregone di Angmar)
- Claudio Fattoretto in Il Signore degli Anelli - Il ritorno del re (Gothmog)
- Massimo Lodolo in The Dead Lands - La vendetta del guerriero
- Stefano Mondini in Marco Polo